# 工藤阿須加
工藤阿須加（日语：／ Kudō Asuka，1991年8月1日—）是日本的一名演員，隸屬於PAPADO經紀公司。 工藤阿須加出生於日本埼玉縣，父親工藤公康是職業棒球選手，妹妹工藤遙加是職業高爾夫球球手，而他本人則是網球選手。
2012年，工藤阿須加在電視劇《理想的兒子》中首次露面。2013年，因出演《八重之櫻》中男主角新島八重的弟弟山本三郎而備受矚目。 從2013年7月開始，工藤阿須加出演富士電視臺電視劇《庶務二課2013》。
2014年4月，工藤阿須加出演TBS電視台電視劇《羅斯福遊戲》，飾演劇中公司青島製造所棒球部的投手，此角色在棒球支線劇情中有相當程度的重要性，並因阿須加的父親工藤公康曾為職棒投手的淵源而受到矚目。

## 演出經歷

### 電視劇
- 《理想的兒子》（日本電視臺2012年1月至3月播映）
- 《惡夢小姐》（日本電視臺2012年10月至12月播映）
- 《八重之櫻》（NHK大河劇2013年1月播映）：飾演 山本三郎
- 《Lady Joker》（WOWOW2013年1月播映）：飾演 秦野孝之
- 《庶務二課2013》（富士電視臺2013年7月至9月播映）：飾演 速水
- 《羅斯福遊戲》（TBS電視台2014年4月播映）：飾演 沖原和也
- 《夏末時，我愛上了。》（富士電視臺2014年9月26日播映）：飾演 小塚俊平
- 《ORANGE～1.17用生命在戰鬥的消防戰士的靈魂物語》（TBS電視台2015年1月19日播映）：飾演 山倉隆志
- 《永遠的0》（東京電視台2015年2月播映）：飾演 武田貴則
- 《傾奇者 慶次》（日本放送協會2015年4至6月播映）：飾演 安田勝之進
- 《獻給阿爾吉儂的花束》（TBS電視台2015年4至6月播映）：飾演 檜山康介
- 《HEAT》（關西電視台2015年7月至9月播映）：飾演 白石徹
- 《紅十字~女人們的入伍通知單~》（TBS電視台2015年8月1至2日播映）：飾演 中川博人
- 《偽裝的夫婦》（日本電視臺2015年10月至12月播映）：飾演 弟子丸保
- 《阿淺來了》（NHK 2016年2月23日至4月2日播映）：飾演 東柳啟介→白岡啟介
- 《房仲女王》（日本電視臺2016年7月13日至9月14日播映）：飾演 庭野聖司
- 《就活家族～一定會順利的～》 （朝日電視台2017年1月12日至3月9日播映）：飾演 富川光
- 《神奈小姐》（TBS 2017年7月18日至9月19日播映）：飾演 青田狀介
- 《琥珀（日语：夕映え天使#テレビドラマ）》（東京電視台 2017年9月15日播映）：飾演 依田悟志
- 《靈異界限 衝動～驗屍官・比嘉美香～》（朝日電視台 2017年10月6日、10月13日播映）：飾演 中澤史明
- 《明日的約定》（富士電視台2017年10月17日至12月19日播映）：飾演 本庄和彥
- 《海月姫》（富士電視台2018年1月至3月19日播映）：飾演 鯉淵修
- 《黑心公司（ザ・ブラックカンパニー）》（フジテレビONE TWO NEXT 2018年2月至播映）：主演 水野剛太
- 《未解決之女》（朝日電視台2018年4月19日至6月15日播映）：飾演 岡部守
- 《夕嵐之街 櫻之國2018（日语：夕凪の街_桜の国#テレビドラマ）》（NHK綜合 2018年8月6日播映）：飾演 打越アキラ
- 《房仲女王第二季》（日本電視臺 2019年1月9日至3月播映）：飾演 庭野聖司
- 《孤高的手術刀》（WOWOW 2019年1月13日至3月3日播映）：飾演 青木隆三
- 《新月（日语：みかづき_(小説)#テレビドラマ）》（NHK綜合 2019年1月26日至2月23日播映）：飾演 上田一郎
- 《夏空》（NHK 2019年4月至播映）：飾演 佐佐岡信哉[6]
- 《連續殺人鬼青蛙男》（日本電視臺 2020年1月10日至3月播映）：飾演 古手川
- 《教場》（富士電視臺 2020年1月4日至5日播映）：飾演 宮坂定
- 《教場II》（富士電視臺 2021年1月3日至4日播映）：飾演 宮坂定
- 《萌子美 ～雖然她有點怪》（2021年1月23日、朝日電視台）：飾演 清水俊祐
- 《華麗一族》（2021年4月18日 - 7月11日、WOWOW）：飾演 一之瀬四々彦
- 《春的詛咒》（2021年5月22日 - 6月26日、東京電視台）：飾演 柊冬吾
- 《女王偵訊室》第四季（2021年7月8日 - 9月16日、朝日電視台）：飾演 山上善春
- 《距離初體驗還有1小時》第1集（2021年7月22日、MBS）
- 《X光室的奇蹟》第二季 第10集・11集（2021年12月6日・13日、富士電視臺）：飾演 郷田一平
- 《鋼盔》第7集 - 最終回（2022年8月17日 - 9月14日、富士電視臺）：飾演 風間速人
- 《鵜頭川村事件》（2022年8月28日 - 10月2日、WOWOW）：飾演 降谷辰樹[7]
- 《無能之鷹》（2024年10月11日 - 11月29日、朝日電視台）：飾演 雉谷耕太

### 網路劇
- 御手洗家、炎上（2023年7月13日、Netflix）：飾演 御手洗希一[8]

### 電影
- 《惡之教典》（2012年11月10日、東寶電影公司）：飾演 松本弘
- 《11分之1》（2014年4月5日、東京劇場）：飾演 越川凛哉
- 《百瀨，轉過頭來》（2014年5月10日、スールキートス）：飾演 宮崎瞬
- 《近距離戀愛》（2014年10月11日、東寶電影公司）
- 《Again 第28年的甲子園》（2015年1月17日、東映）：飾演 坂町晴彦(少年期)
- 《夏美的螢火蟲》（2016年6月11日、イオンエンターテイメント）：飾演 慎吾
- 《戀妻家宮本》（2017年1月28日、東寶電影公司）：飾演 宮本陽平(大學時代)
- 《不幹了，我開除了黑心公司》（2017年5月27日、東寶電影公司）：飾演 青山隆
- 《女王偵訊室 THE FINAL》（2023年6月16日、東寶電影公司）：飾 山上善春
- 《黃金神威[[[Wikipedia:格式手册/链接#章節|錨點失效]]]》（2024年1月19日、東寶電影公司）：飾 月島基

### 動畫電影
- 《讓我聽見愛的歌聲》（2021年10月29日 松竹）：飾演 素崎十真

## 獎項
- 2014年度第24回日本電影影評人大獎新進男演員獎（《11分之1》、《百瀨，轉過頭來》）

## 外部連結
- 工藤阿須加的Instagram帳戶